# Weißenkirchen im Attergau
Weißenkirchen im Attergau är en ort och kommun i Österrike. Den ligger i distriktet Vöcklabruck i förbundslandet Oberösterreich, 210 kilometer väster om huvudstaden Wien. 
Kommunen består av 19 orter (Ortschaften) (inom parentes invånarantal 1 januari 2024):

- Angern (7)
- Brandstatt (57)
- Egg (39)
- Freudenthal (3)
- Geßlingen (92)
- Giga (28)
- Haitigen (55)
- Hölleiten (79)
- Pabigen (52)
- Reittern (48)
- Röth (102)
- Stadln (65)
- Steinwand (58)
- Truchtlingen (39)
- Tuttingen (24)
- Vöcklatal (54)
- Weißenkirchen im Attergau (41)
- Wieneröth (35)
- Ziegelstadl (70)